# 阿爾卡拉大學
阿爾卡拉大學（西班牙語：Universidad de Alcalá）是位于西班牙埃纳雷斯堡的一所公立大學。

## 历史
成立于1977年。在西班牙語世界中以負責頒發塞万提斯奖出名。該大學學生約有三萬，是馬德里自治區内最大的大學之一。 該大學在市中心的一部分建築繼承自西班牙古老的马德里康普顿斯大学，後者在1836年搬到了馬德里。

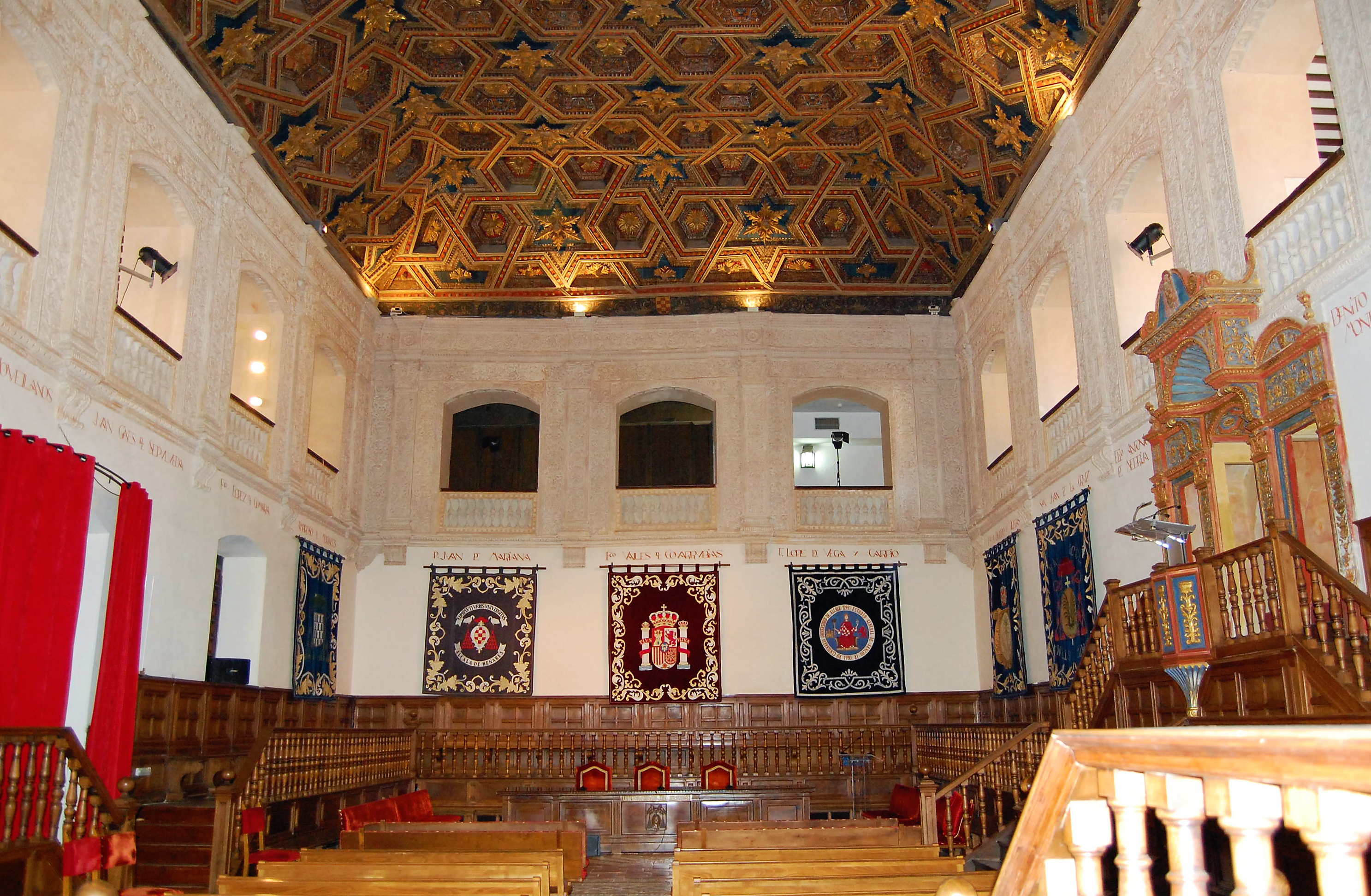
阿爾卡拉大學禮堂。

## 外部連結
- 官方網站（西班牙文）
- 官方網站（英文）

40°28′57″N 3°21′40″W / 40.482536°N 3.361151°W